# Leptogaster virgata
Leptogaster virgata là một loài ruồi trong họ Asilidae. Leptogaster virgata được Coquillett miêu tả năm 1904. Loài này phân bố ở vùng Tân Bắc giới.